# Dreaming Continue
「Dreaming Continue」（ドリーミング・コンティニュー）は、NANAの楽曲。HIROが作詞、Shadeが作曲を手掛けた。NANAの1枚目のシングルとして2005年4月27日にランティスから発売された。

## 概要
表題曲は、ソフトブランド「アリスソフト」が2005年に製作したパソコン用アダルトゲーム（RPG）『ぱすてるチャイムContinue』のオープニング主題歌で、NANAによる歌唱曲。この曲には、作曲者であるShade自身によるアレンジ版2曲（remix ver.、ALICE SOUND COLLECTION ver.）とms-jackyによるアレンジ版1曲（album mix）が存在しており、それぞれ「ぱすてるチャイム Continue オリジナルサウンドトラック」、アリスソフトの非売品CD「ALICE SOUND COLLECTION 08」、NANA自身のCDアルバム『NANA』に収録されている。いずれもNANAによる歌唱である。
カップリングの「虹の向こうのHorizon」は同エンディング主題歌として使用されている。こちらはUR@Nによる歌唱曲である。この曲もShade自身によるアレンジ版（ALICE SOUND COLLECTION ver.）とYUKI NAKANOによるアレンジ版（remix ver.）が存在しており、それぞれアリスソフトの非売品CD「ALICE SOUND COLLECTION 08」と「ぱすてるチャイム Continue オリジナルサウンドトラック」に収録されている。いずれも歌唱はUR@Nである。
盤面はピクチャーレーベル仕様。ボーナストラックとして劇中BGM2曲を同時収録し、ゲーム作品販促のためソフト自体の発売（2005年6月17日発売）よりも約2か月早く発売された。なお、2010年に発売されたPSP版ではオープニング・エンディングともに別の楽曲へと差し替えられている。

## 収録曲
1. Dreaming Continue
歌：NANA、作詞：HIRO、作曲：Shade、編曲：Shade
アダルトゲーム『ぱすてるチャイムContinue』オープニング主題歌。
2. 虹の向こうのHorizon
歌：UR@N、作詞：HIRO、作曲：Shade、編曲：Shade、コーラス：ICHIKO[1]
アダルトゲーム『ぱすてるチャイムContinue』エンディング主題歌。
3. Dreaming Continue (off vocal)
4. 虹の向こうのHorizon (off vocal)
5. School Life (Bonus Track 01)
作曲：Shade、編曲：Shade
アダルトゲーム『ぱすてるチャイムContinue』劇中曲（BGM）。
6. Diving into the dungeon (Bonus Track 02)
作曲：Shade、編曲：Shade
アダルトゲーム『ぱすてるチャイムContinue』劇中曲（BGM）。